# Carl Wilhelm Tewaag
Carl Wilhelm Tewaag (* 14. Juli 1878 in Dortmund; † 22. Januar 1971 in Oberalting-Seefeld) war ein deutscher Verwaltungsjurist, Bankier und Politiker.

## Leben
Carl Wilhelm Tewaag wurde als Sohn des Dortmunder Staatsanwalts, Brauereibesitzers und Kommunalpolitikers Carl Tewaag geboren. Er besuchte das humanistische Gymnasium in Dortmund und studierte anschließend von 1897 bis 1900 an der Rheinischen Friedrich-Wilhelms-Universität Bonn, der Friedrich-Wilhelms-Universität Berlin und der Christian-Albrechts-Universität zu Kiel Rechtswissenschaften. 1898 wurde er in Bonn Mitglied des Corps Guestphalia. 1900 legte er das Referendarexamen ab. Im gleichen Jahr wurde er zum Dr. jur. promoviert. Nach seinem Referendariat legte er im Januar 1906 die große juristische Staatsprüfung ab und wurde Assessor in der allgemeinen Staatsverwaltung. Von 1909 bis 1911 war er als Regierungsassessor beim Landratsamt Stettin und von 1911 bis 1917 als Regierungsrat beim Oberpräsidium der Provinz Pommern in Stettin. Am Ersten Weltkrieg nahm er bis Oktober 1916 als Hauptmann der Reserve und Adjutant der Garde-Reservefeldartillerie-Brigade teil. Von 1917 bis 1920 war er Landrat des Kreises Randow.
1920 schied er aus dem Staatsdienst aus und wurde Vorstandsmitglied der Stettiner Oderwerke AG für Schiff- und Maschinenbau. 1925 wurde er Mitinhaber des Bankhauses Wm. Schlutow in Stettin; dieses gab 1934 das Bankgeschäft auf. Von 1933 bis 1945 war er Geschäftsführer des Centralverbands des deutschen Bank- und Bankiergewerbes.
Tewaag war Mitglied in den Aufsichtsräten zahlreicher Gesellschaften: bei der Hüttenwerk Vollgold AG in Torgelow, bei der Stettiner Kerzen- und Seifenfabrik AG, beim Verlag des Generalanzeigers Stettin und bei der Ewald Gentzensohn GmbH. Er war stellvertretender Aufsichtsratsvorsitzender der AG der Chemischen Produkten-Fabriken Pommenrensdorf-Milch in Stettin, der Stettiner Ölwerke AG in Züllchow und der Kraftverkehr GmbH Pommern in Stettin. Weiterhin gehörte er den Aufsichtsräten der Großkraftwerk Stettin AG, der Kraftverkehr Pommern AG in Stettin, der Stettiner Straßen-Eisenbahn-Gesellschaft AG, der Stettiner Portland-Cementfabrik AG in Züllchow, der Hedwigshütte Anthracit-, Kohlen- und Kokswerke James Stevenson AG in Berlin und Stettin, der Ostsee-Druck und Verlag AG in Stettin, der Luftverkehr GmbH in Stettin, der Stettiner öffentliche Werkbetriebe GmbH, der Pommersche Heimstätte GmbH in Stettin, der Stettiner Gemeinnützige Baugesellschaft mbH und der Überlandzentrale Pommern AG in Stettin an.
Nach dem Zweiten Weltkrieg lebte er auf Gut Eichenhof bei Seefeld in Oberbayern.

## Politische und kirchenpolitische Ämter
Tewaag gehörte der Stadtverordnetenversammlung von Stettin und von 1918 bis 1932 dem Provinziallandtag der Provinz Pommern an. Der Provinziallandtag wählte ihn für den Zeitraum von Januar 1930 bis April 1933 als stellvertretendes Mitglied in den Preußischen Staatsrat, wo er der Fraktion der Preußischen Arbeitsgemeinschaft im Staatsrat angehörte.
Aus der Deutschnationalen Volkspartei (DNVP) trat er 1931 nach zehnjähriger Mitgliedschaft aus. 1937 trat er in die NSDAP ein.
Er war Mitglied des Kreissynodalvorstands Stettin und der Provinzialsynode von Pommern der evangelischen Kirche.

## Auszeichnungen
- Eisernes Kreuz II. und I. Klasse
- preußische Rettungsmedaille am Band
- Verdienstkreuz für Kriegshilfe
- preußische Rote Kreuz-Medaille II. und III. Klasse
- Ehrenzeichen des Deutschen Roten Kreuzes
- Landwehrdienstauszeichnung II. Klasse